# Orphnaecus pellitus
Espèce
Orphnaecus pellitus est une espèce d'araignées mygalomorphes de la famille des Theraphosidae.

## Distribution
Cette espèce est endémique de Luçon aux Philippines. Elle se rencontre dans la grotte de Calapnitan dans la province de Camarines Sur.

## Description
Cette espèce cavernicole a des yeux réduits.

## Publication originale
- Simon, 1892 : Arachnides. Études cavernicoles de l'île Luzon. Voyage de M. E. Simon aux îles Philippines (mars et avril 1890). 4e Mémoire. Annales de la Société Entomologique de France, vol. 61, p. 35-52 (texte intégral).